# Kent City
Kent City – wieś w Stanach Zjednoczonych, w stanie Michigan, w hrabstwie Kent.